# 雨海露卡
雨海露卡（日语：／ Amagairuka）是一位日本的個人勢虛擬YouTuber，於2025年4月22日開始活動。

## 人物概述
雨海露卡是 WeatherPlanet 的成員，角色設定為一位大海出身且喜歡實況跟音樂的女孩，雖然個性上是想到什麼就先行動的類型，但其實也有纖細的一面，故決定在雨中繼續前進。
雨海露卡的角色設計者為 パセリ ，Live2D設計為 乾物ひもの。對粉絲的稱呼為「訓練員（トレーナーさん）」。
因為網路資訊的快速傳播，剛出道即擁有較高的知名度，在2025年4月27日進行的首次直播中，最大同時在線觀看人數達到14萬。

## 活動歷史
2025年04月22日雨海露卡在X上開始活動。同年4月27日在Youtube進行初次直播，同接人數達14萬，訂閱人數27萬。

## 音樂作品

### 参加作品
|      | 發布日期       | 樂曲名稱 | 數位媒體規格產品編號 | 其他參與成員 | 備註        |
| ---- | -------------- | -------- | -------------------- | ------------ | ----------- |
| 單曲 |                |          |                      |              |             |
| 1    | 2024年12月22日 |          |                      | 天晴Hinata   | [ 2 ] [ 9 ] |

## 外部連結
- YouTube上的雨海露卡頻道
- 雨海露卡的X（前Twitter）
- WeatherPlanet 的X（前Twitter）帳戶